# Яндиганово
Яндига́ново (рос. Яндыганово, башк. Яндуған) — присілок у складі Мішкинського району Башкортостану, Росія. Входить до складу Акбулатовської сільської ради.
Населення — 391 особа (2010; 434 у 2002).
Національний склад:
- марійці — 94 %